# Joseph Fréchard
Pour les articles homonymes, voir Fréchard.
Dom Joseph Fréchard, né le 30 décembre 1765 à La Petite-Raon (Principauté de Salm-Salm actuellement dans les Vosges) et mort à Vézelise, (actuellement en Meurthe-et-Moselle) le 23 juillet 1849 est un prêtre réfractaire de Lorraine qui entreprend par la suite une œuvre fondatrice pour généraliser l'éducation enfantine et former maîtres et maîtresses d'école, à partir du diocèse de Nancy jusqu'en 1830 et en particulier de sa paroisse de Colroy-la-Roche qu'il anime de 1808 jusqu'en 1822.
Religieux bénédictin à Moyenmoutier, puis à Senones, puis prêtre réfractaire et pédagogue catholique, Dom Fréchard est le fondateur en Lorraine d’une des rares congrégations masculines sous la Restauration, la congrégation des Frères de la doctrine chrétienne, autorisée par ordonnance royale en juillet 1822.
Il meurt en religieux désabusé par la société moderne individualiste après un parcours professoral étonnant au service de l’enseignement élémentaire.

## Biographie

### Éducation d’un moine devenu prêtre réfractaire
Fils de maître d’école vosgien, le jeune Joseph Fréchard souhaite devenir docteur, c’est-à-dire professeur et poursuit sans grands moyens de hâtives études à Moyenmoutier et Senones auprès de maîtres bénédictins qui peinent alors à recruter des esprits dévoués à l’étude. Il fait profès le 6 janvier 1787 à l'abbaye de Senones auprès de l’abbé Dom Lombard. Dom Fréchard devient moine à l'abbaye de Moyenmoutier, sous l'autorité du prieur Dom Sébastien Étienne lorsque surviennent les premiers troubles anti-religieux en 1790. L'abbaye de Moyenmoutier doit être supprimée et la totalité de ses biens meubles et immeubles vendus par décision d'état. Dom Fréchard se fait remarquer en conservant quelques ouvrages religieux sortis inopinément de la bibliothèque. L'autorité informée les lui confisque et le blâme. La communauté bénédictine, affolée et désorientée, dépourvue d'abbé après la disparition de Dom Maillard, obéit au pouvoir qui lui demande de dissoudre leur maison. 
Le jeune Dom Fréchard, comprenant l'inéluctable, est un des premiers à se réfugier à Senones le 9 mars 1791. Il reste fidèle à son ordre monastique et se met au service de Dom Lombard à Senones. Fin novembre 1792, il touche une pension de 900 livres en compensation de sa démission et de la dissolution de l'abbaye de Moyenmoutier. L'annexion de la principauté de Salm survient le 2 mars 1793 après un efficace blocus des bleds nourriciers orchestré par les autorités françaises et une aide patriote de la mairie de Senones. Cette fois-ci, les biens de l'abbaye de Senones, à l'origine sur le territoire d'une principauté étrangère, sont sequestrés et les moines expulsés. 
Joseph Fréchard choisit d’être ordonné prêtre auprès du cardinal de Rohan à Ettenheim en 1792 alors que tant d’autres religieux se défroquent en propriétaires ou militaires, en contrepartie de généreuses compensations sur les biens confisqués de leur ordre ou église. Fréchard, nommé curé de Saint-Stail est mal vu des autorités. Le prêtre est prié de déguerpir au plus vite et reçoit un passeport pour la Suisse. Le jeune curé s'obstine cependant et refuse de partir au loin. Il réside sur les hauteurs de Saint-Stail tout en continuant, même après dénonciation, de rendre visite à ses paroissiens. 
Le prêtre Fréchard refuse ouvertement de se soumettre au serment de l'égalité en 1793. Pendant toute la période révolutionnaire il refuse de prêter serment et détestant toute sa vie durant les prêtres jureurs. Il acquiert au fil des années une réputation de forte tête.

### Une vie itinérante de prêtre chrétien persécuté
À Saint-Stail, les poursuites légales et la violence des persécutions religieuses sur les paroissiens forcent Dom Fréchard à se réfugier à Saales, Ranrupt, Colroy-la-Roche, Saint-Blaise, ainsi que dans le val de Villé où les autorités peuvent le confondre avec un simple marchand voyageur, un paysan de retour d'un marché. Il y continue un vaste ministère itinérant. À Steige, Joseph rencontre Louis Saulcy ancien curé vicaire alsacien de Saint-Martin de vingt ans son aîné qui continue dans le dénuement le culte non jureur. 
Depuis la fin 1792, la petite paroisse de Steige n'a plus de prêtre résident ni même officiant officiellement puisque Louis Saulcy n'est qu'un religieux proscrit. En 1793, alors que la population paysanne a pétitionné pour que la vie religieuse continue avec un curé reconnu résident à demeure, le conseil de fabrique se voit contraint de verser les fonds à l'administration préfectorale sans aucune contrepartie et l'église est dépouillée des ornements et des cloches. Avec le linge sacerdotal et les effets du presbytère, les anciens objets du culte et les ornements sont emmenés aux dépôts du district de Barr. Les cloches sont entreposés avec les vieilles ferrailles à Schlestadt. Partout, des fanatiques républicains brisent et saccagent les croix de chemin et les sanctuaires des montagnes. Le district réquisitionne en 1794 les derniers objets religieux de valeur comme la croix de la tour. 
Les deux prêtres pourchassés émigrent en Suisse en décembre 1793. Ils gagnent d'abord l'abbaye de Muri, puis résident à l'abbaye d'Einsiedeln toute l'année 1794. Décidés à rentrer au pays, les deux hommes rencontrent le cardinal de Rohan à Ettenheim en 1795. Comme Ranrupt, Steige et même Colroy-La-Roche sont privés de curés jureurs ou non jureurs depuis des années, le prélat octroie à Joseph Fréchard, « prêtre catholique qui n'a jamais fait ni serment ni soumission aux lois de la République », la cure de Colroy-la-Roche et de Ranrupt. Il maintient à Louis Saulcy sa charge dans le val de Villé, en particulier à Saint-Martin et à Steige. Ils les invitent à étendre les limites de leurs petites paroisses.  
En 1795, c’est donc en prêtre réfractaire que le jeune prêtre vosgien prend, sur ordre de la hiérarchie romaine basée à Ettenheim et à Nancy, les chemins de la pastorale vosgienne. Il administre en cachette sa paroisse catholique réfractaire à partir de Ranrupt, sur l’ancienne voie des Saulniers qui traverse la haute vallée de la Bruche. En réalité, l'administrateur a été chaleureusement accueilli à Ranrupt par la famille Colbe. Sœur Marie Colbe, de la congrégation de la Providence, s'est réfugiée chez son frère qui a quatre filles pieuses. La maison voisine est transformée en maison d'études religieuses. Fréchard y dit la messe, entend les confessions, remplit son ministère en se rendant au chevet des mourants ou va célébrer les cultes et rituels traditionnelles que lui demandent les montagnards. Les jeunes sœurs Colbe recueillent les pauvres enfants divaguant sur les chemins. Il commence à y enseigner pendant les longues veillées de novembre à mars.
À Steige, Fréchard rejoint souvent son ami prêtre Louis Saulcy. Il le remplace lorsqu'il s'absente. Les deux prêtres n'ont pourtant plus d'accès à l'église, les réunions, les messes et l'administration des sacrements, les confessions catholiques ont lieu dans des chambres, des réduits, des hangars ou des granges rustiques. La pression anti-catholique s'atténue cependant et les autorités se désintéressent des montagnards décidés à préserver leur foi : la sainte Madeleine, patronne de Steige, est célébrée le 22 juillet 1795 comme autrefois, le maire Nicolas Adrien achète à la vigile une petite madeleine en statue de cire. Le 8 août 1795, la commune innovant un étrange culte républicain acquiert un calice et le 28 mars 1796, l'emplette se porte sur une aube et deux soutanes rouges. L'intention des autorités communales, en fournissant sur place aux deux prêtres un minimum d'habit et des objets de culte, est de leur simplifier la tâche rituelle tout en leur épargnant les dangers d'une fouille sur les grands chemins.     
Missionnaire clandestin, Fréchard maintient et apporte la bonne parole, l’Évangile, défiant le nouveau culte officiel de l’être suprême et la doctrine républicaine. Sa réputation de bon père s’accroît de Steige à Saales, de Colroy-la-Roche à Lusse, au point d’accroître sa précarité et de le forcer à fuir dans les granges et les bois aux derniers temps de la répression anti-religieuse du Directoire. De 1798 à 1799, il est constamment dénoncé et apparemment poursuivi par des espions. La Hale sur la commune de Steige, parmi d'autres écarts forestiers, devient un rendez-vous de fidèles marcheurs.
Pour ne pas mettre en péril son précaire noyau de soutien, le jeune prêtre s’éclipse périodiquement à Nancy chez les Bazelaire de Lesseux lorsqu’il est menacé. Le curé réfractaire de Steige, Louis Saulcy, qui n'a pas la vitalité de Fréchard, est arrêté à Steige le 5 juillet 1798. Le tribunal de justice le condamne au bagne à l'île de Ré le 27 janvier 1799. 
Joseph Fréchard étend alors son ministère aux fidèles paroissiens de Steige. Le prêtre soutient et anime l'initiative de deux anciennes sœurs de la Providence, Marie Colbe et Marguerite Tonnerre, respectivement institutrice à Ranrupt et à Steige : constatant auprès des jeunes générations l'ignorance de la lecture, elles décident de constituer un noviciat de jeunes filles qui, selon leurs aptitudes, prendraient rapidement l'habit et enseigneraient dans les asiles des tout-petits. Les premières filles formées de façon rudimentaire en sortent vers 1800.
Tout le pays de la montagne vosgienne est dominé plus que jamais par les bourgeois des petites villes de vallées ou du piémont, souvent intermédiaires des représentants républicains, qui maîtrisent dorénavant autant par la loi que par l’argent, toute l’économie dévastée par les réquisitions, la crise monétaire et les contributions de guerre. Ces nouveaux possédants ont saisi terres et fonds autrefois religieux réservés à la solidarité et à l’éducation des plus démunis, accroissant misère et ignorance. Les nouveaux édiles enrichis détournent rancœurs et mécontentements de leurs partisans floués en stigmatisant les ennemis du peuple, les émigrés, les religieux réfractaires…

### Nancy, la ville catholique par excellence
Les nouveaux acquéreurs des biens et terres confisqués, souvent étrangers au pays, ne sont guère généreux. C’est dans les milieux catholiques urbains, faisant pression pour une évolution du régime, gagné enfin par la modération par crainte des chefs militaires conquérants, en particulier à Nancy que le prêtre peut souffler, collecter quelques finances et reprendre une paisible vie studieuse. Reprenant son bâton de voyageur et curé itinérant, Joseph Fréchard est finalement arrêté et interné à Saint-Dié en 1799. D'après les vieilles histoires montagnardes, il s'évade, se cache dans la montagne tout l'hiver, reprend ses activités missionnaires au printemps avant d'être traqué et saisi en été. 
La situation évolue en l'an X et le régime finissant du Directoire cherche l’apaisement ou du moins préfère connaître l’organisation des réseaux religieux pour mieux les neutraliser. Le prisonnier tout juste saisi par la police est maltraité. Après la première incarcération et sa résistance à la question, il est jugé avec clémence, écope d'un mois de prison et de 100 francs d'amendes. Mais son mauvais état de santé l'oblige à être transféré à l'hôpital de Saint-Dié. Le 11 novembre 1800, le préfet de police Fouché invite le sous-préfet à relâcher le prévenu sous condition de promesse à la Constitution avant la fin du mois de détention. Le prisonnier est libéré et mis sous surveillance dans sa commune de résidence. Il choisit Steige. Désormais connu, constamment surveillé par les services de police, le prêtre est contraint d’abandonner la pastorale et répond à l’appel de Dom Lombard, son ancien abbé qui tente de recréer une communauté bénédictine à Saint-Jean-du-Mont, près de Senones. L'éphémère congrégation reconnue comme association sera dissoute en 1808, année de la suppression de l'autorisation légale.
Nancy et son évêché restent le pôle de référence des réfractaires lorrains. Le concordat de 1801 amorce une réconciliation religieuse entre les Français. Colroy et Ranrupt passent au diocèse de Nancy. Le curé catholique Fréchard est proposé au maintien de sa cure auprès de l'administration préfectorale. Le préfet refuse catégoriquement la nomination de Fréchard à Colroy, s'exclamant que « c'est un fanatique insermenté ». Finalement, au terme de tractations, il est nommé desservant à Blancherupt et continue à adhérer à la petite communauté bénédictine de Saint-Jean-du-Mont, de plus en plus étriquée au fil des années. Ne suivant plus tout à fait les consignes romaines d’apaisement, de minuscules groupes catholiques, anciens réfractaires, appuyés par des citoyens dévots, refusent de reconnaître l'autorité de ceux qui ont louvoyé parmi les régimes, cherchant au besoin à s’enrichir ou se faire valoir. C’est le camp de Dom Fréchard : l’homme de foi reste obstinément fidèle à cette position.
Pourtant, l'un des éléments majeur de cette période est la massive déchristianisation face à laquelle les prêtres et futurs pasteurs de l’évêché de Nancy, répondent que le curé qui encadre les bons paroissiens doit, selon eux, affirmer une autorité ferme et bienveillante, renforcer un contrôle par le biais politique le plus concret sur toutes les étapes cruciales de la vie des ouailles. Le curé prend en charge la vie villageoise, organise les alliances, impose la bonne justice et la concorde communautaire.
Joseph Fréchard a depuis longtemps fait connaissance et entretenu de bons rapports avec le pasteur Jean-Frédéric Oberlin, promoteur à Waldersbach des Lumières de la voie éducative. L’intransigeant père Fréchard songe aussi à sa manière à démultiplier le bon enseignement, à fonder des écoles pour maîtres et maîtresses d’école et se lance sur cette voie, alors qu’il n’est ouvert à aucune compromission avec les anciens jurés. Il est relégué par ses supérieurs hors de Nancy dans la montagne vosgienne, dont le découpage des paroisses à partir de 1802 s’efforce d’intensifier ou renouveler une vie catholique parfois localement en partie moribonde.

### Curé de Colroy-la-Roche et éducateur
Joseph Fréchard est nommé desservant de Colroy-la-Roche. Dès 1808, le presbytère de la ville, c’est-à-dire sa résidence de prêtre au voisinage de l'église saint Nicolas, accueille un centre de formation de maître d’école que la légende nomme les frères de la Providence. Fréchard y met lentement au point un art d’enseigner l’écriture, le dessin, le solfège, le calcul, le français et la religion. Dans ce que la légende a appelé le couvent de Ranrupt, en réalité conjointement tenu avec les sœurs de la Providence, les jeunes femmes aptes à devenir maîtresses d’école bénéficient d’un semblable apprentissage, elles doivent aussi savoir s’occuper des petits enfants. 
Dom Fréchard apparaît précurseur de l'école normale primaire comme de l'école maternelle catholiques. L’investissement pédagogique s’exerce dans toutes les directions possibles : des cours d’adultes sont organisés le dimanche ou en soirée. Pédagogue autoritaire, il n’en accomplit pas moins son apostolat : action charitable auprès des pauvres et des malades. C'est surtout son obstination éducative qui suscite la curiosité. 
Grâce à la sympathie de quelques confrères et la générosité des fidèles, Dom Joseph Fréchard est à la tête d'une vaste école normale vers 1817. Une hostilité à la nouveauté de la part des curés de la montagne vosgienne qui n’ont pas choisi son chemin de croix d’éternel réfractaire ne peut empêcher son influence croissante, auprès de l’évêché de Nancy, de la congrégation de la Providence à Ribeauvillé ou même - une fois n’est pas coutume - auprès des protestants luthériens ou réformés.

### Premier supérieur des Frères de la Doctrine Chrétienne
Comme les revenus de sa cure sont insuffisants, il ne peut plus accroître les capacités d'accueil de son entreprise pédagogique. Il envoie alors cinq de ses « bons sujets » à M. Mertian, supérieur des Sœurs de la Providence de Ribeauvillé. Ce dernier en est ravi, et il propose l'idée de grouper ces pieux jeunes gens, frais lettrés émoulus d'une école admirable, en association religieuse. Il donne une règle, dessine un habit religieux en août 1821 et suscite une approbation du gouvernement : voilà  désormais les Frères de la Doctrine Chrétienne de Strasbourg. Dom Fréchard, consulté, applaudit. 
Pris d'émulation en faveur du diocèse de Nancy, il réactive ses liens avec Nancy. Les religieux du diocèse de Nancy l’aident à fonder à son tour l’institut des frères de la doctrine chrétienne. Au moment de la fondation, il a déjà sept autres anciens élèves placés, dont quatre en Alsace, trois en Meurthe. Il lui reste «  dix jeunes » à Colroy-la-Roche. Mais, il faut d'abord développer une activité plus proche du cœur du diocèse de Nancy. 
En 1821, il achète le couvent désaffecté des capucins de Vézelise et y installe en octobre un noviciat de frères. Le 17 juillet 1822, une ordonnance royale approuve la nouvelle congrégation qui poursuit son essor enseignant. En plus de la reconnaissance légale, Joseph Fréchard est nommé par monseigneur d'Osmond, premier supérieur de son ordre.

### Une brusque retraite
La brève révolution parisienne de l'été 1830 le surprend : « une peur irraisonnée le saisit ». Il décide, par crainte de subir à nouveau la persécution, de fermer l’établissement à Vézelise, mais il y demeure toutefois en retraite. Les frères Baillard, déjà introduits dans l'entourage des frères de la doctrine chrétienne, occupent rapidement la place vacante. Ils prennent alors la direction de la congrégation et des écoles qu’elle dirige. S'écartant de la ligne du fondateur, les nouveaux dirigeants déplacent le siège à Sion-Vaudémont, lieu emblématique décrit plus tard en « colline inspirée » par l'écrivain catholique et chantre du patriotisme, Maurice Barrès. 
Quelques mauvais rapports de gouvernance parviennent à l'oreille de l'autorité ecclésiastique : Léopold Baillard est désavoué, puis révoqué par l’évêque de Nancy. La congrégation finit par se réinstaller en 1847 à côté de son père fondateur, grabataire qui n’y exerce d'ailleurs aucune responsabilité concrète depuis la Révolution de Juillet. Le régime monarchique libéral de Juillet a provoqué le terme de l’apport de Dom Fréchard aux frères de la doctrine chrétienne.